# Picea purpurea
Il peccio purpureo (Picea purpurea, Mast., 1906) è una specie di peccio, appartenente alla famiglia delle Pinaceae, originaria del Gansu meridionale, del Qinghai orientale e del Sichuan nordoccidentale, in Cina.

## Etimologia
Il nome generico Picea, utilizzato già dai latini, potrebbe, secondo un'interpretazione etimologica, derivare da Pix picis = pece, in riferimento all'abbondante produzione di resina. Il nome specifico purpurea fa riferimento al colore dei coni femminili.

## Descrizione

### Portamento
Albero alto 40-50 metri con tronco monopodiale diritto che raggiunge 1–2 m di diametro; i rami del primo ordine sono orizzontali, con quelli inferiori ricurvi in basso, mentre i rami del secondo ordine sono corti, snelli, densi e più pendenti. La chioma è piramidale o strettamente conica. I virgulti sono snelli, flessibili, molto numerosi, di colore giallo-grigio pallido, lievemente scanalati, i più giovani pubescenti; i pulvini sono piccoli, disposti a 30°-50° rispetto all'asse del virgulto.

### Foglie
Le foglie sono aghiformi, lineari, dritte o solo ricurve alla base, più o meno dorso-ventralmente appiattite, di colore verde o verde scuro lucido con due bande stomatiche bianco-verdastre inferiormente, lunghe 0,7-1,4 cm e con punte ottuse-mucronate; hanno stomi nella pagina inferiore, disposti in due bande dense, talvolta anche sulla pagina superiore, disposti in linee intermittenti. Le gemme vegetative sono coniche, lunghe 4 mm, resinose; hanno perule triangolari, ottuse, color nocciola scuro, persistenti per anni.

### Fiori
Sono strobili maschili di colore inizialmente rosso chiaro, poi rosa o giallastro, ascellari, conici, lunghi 1,5-2,5 cm.

### Frutti
I coni femminili sono terminali, sessili, ovoidali o ovoidali-oblunghi, inizialmente eretti, poi pendenti a maturazione; lunghi 2,5–5 cm e larghi 1,7–3 cm, da immaturi purpurei, viola o cremisi, poi marroni-purpurei, con apice ottuso. I macrosporofilli sono rombici, ricurvi, ondulati, lunghi 1-1,5 cm, con superficie abassiale liscia o finemente striata, spesso resinosa, glabra e con margine superiore sottile, elongato, eroso-dentellato. Le brattee sono rudimentali, ligulate, lunghe 1–2 mm, totalmente incluse. I semi, di color marrone-purpureo, sono ovati-oblunghi, con base appuntita, lunghi 2,5–3 mm, e con parte alata ovata-oblunga, lunga 5–7 mm, arancione-giallastra.

### Corteccia
La corteccia è rugosa, a scaglie, di colore grigio-marrone con le parti recentemente esposte di colore arancione.

## Distribuzione e habitat
Il peccio purpureo è una specie subalpina delle montagne continentali cinesi, che vegeta a quote comprese tra 2600 e 3600 m, prevalentemente sui versanti settentrionali, su suoli bruni e litosuoli montani, di solito podzolici; il clima di riferimento è freddo continentale, con precipitazioni scarse o moderate, in inverno prevalentemente nevose. Si ritrova in formazioni pure o miste con altre conifere come Picea asperata, Picea wilsonii, Larix potaninii, e Abies fargesii; tra le caducifoglie, comuni sono le specie dei generi Populus e Betula. Alle quote più basse si rinviene anche con Tsuga chinensis e specie del genere Quercus.

## Tassonomia
P. purpurea è una specie molto affine a Picea likiangensis, dalla quale si distingue prevalentemente per essere ipostomatica, che spesso è stata descritta come una sua varietà. Nella classificazione infragenerica appartengono alla medesima sottosezione Sitchenses.

## Usi
Il peccio purpureo possiede un legno di ottima qualità, utilizzato in edilizia, e per la fabbricazione di mobili, pali in legno, strumenti musicali e, in forma limitata, utilizzato anche nell'industria cartaria. Introdotto in Inghilterra agli inizi del XX secolo da Ernest Wilson e Joseph Rock, attualmente si ritrova comunemente negli arboreti europei e nordamericani, anche se talvolta viene confuso con P. likiangensis.

## Conservazione
Lo sfruttamento economico del suo legno, con conseguente deforestazione, ne ha ridotto areale e popolazione. Nonostante le leggi restrittive promulgate dalle autorità cinesi, viene classificata come specie prossima alla minaccia (near threatened in inglese) nella Lista rossa IUCN.